# Vernonanthura sambrayana
Vernonanthura sambrayana là một loài thực vật có hoa trong họ Cúc. Loài này được (S.B.Jones) H.Rob. miêu tả khoa học đầu tiên năm 1992.